# Huis Buren
L'Huis Buren est un ancien château de la municipalité de Buren (Gueldre) dans la province néerlandaise de Gueldre. Il était situé à l'ouest de la ville de Buren. Le château était l'un des plus grands châteaux des Pays-Bas. Le château a été vendu pour démolition par le gouvernement en 1804. Aujourd'hui, il n'y a qu'un seul monument sur le site où se trouvait le pont menant au château extérieur.

## Histoire
La plus ancienne mention du château date de 1298. Otto, seigneur de Buren, et son fils Allard, ont dû le céder à Renaud Ier, comte de Gueldre. Ils ont été autorisés à rester dans le château en tant qu'hommes lige du comte (et plus tard duc) de Gueldre.
Après un changement de pouvoir au XVe siècle avec la Maison d'Egmont, le château a été agrandi, mais il a été fortement endommagé en 1575 après la prise de contrôle de la ville par les Espagnols. À partir de 1630, le château a été restauré par le prince Frédéric-Henri de Nassau. Après son décès, le château n'étant plus habité, il tomba en ruine.
En 1795, les possessions de la maison d'Orange sont confisquées par les Français. Enfin, en 1804, le gouvernement décide de vendre le château pour sa démolition. Avec la revente des pierres, d'autres maisons ont été restaurées et même de nouvelles maisons entièrement construites. Ces maisons sont maintenant souvent appelées kasteelhuizen ("maisons de château") à Buren. Les murs de la ville ont également été restaurés avec ces pierres.
La porte d'entrée a été la dernière section à être démolie. Elle longtemps été utilisé comme prison et comme salle à louer. Mais cette partie a finalement été démolie en 1883. Le parc du château est encore reconnaissable aujourd'hui sur des photos aériennes. Les canaux et les remparts sont toujours présents.
Aujourd'hui, sur le terrain sur lequel se trouvait le château se trouve un cimetière, un terrain de tennis et un parc.

## Galerie

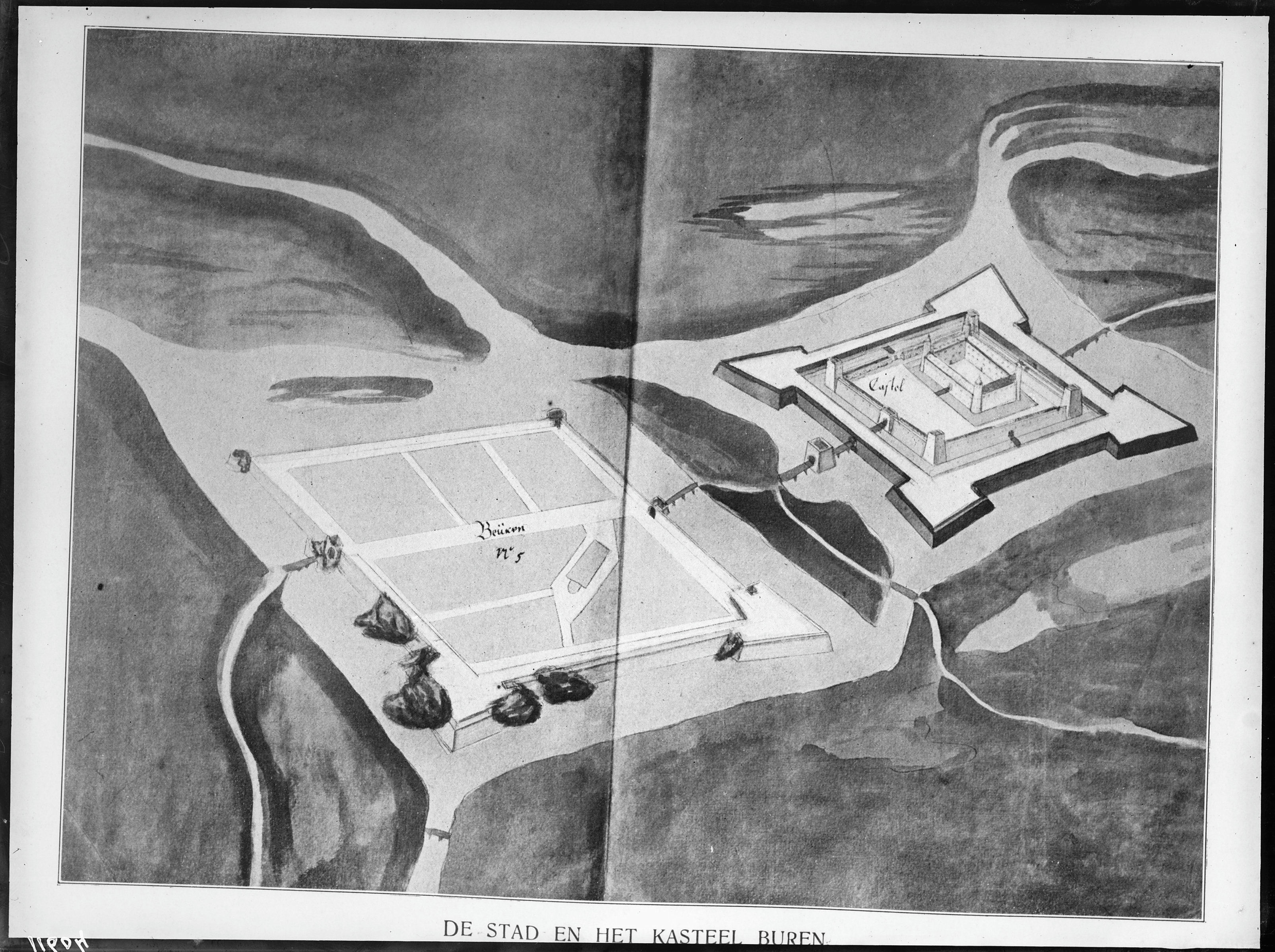
Plan du site et vue d'ensemble : une vue à vol d'oiseau de la ville et du château, d'après un dessin de Dan. Specklin.
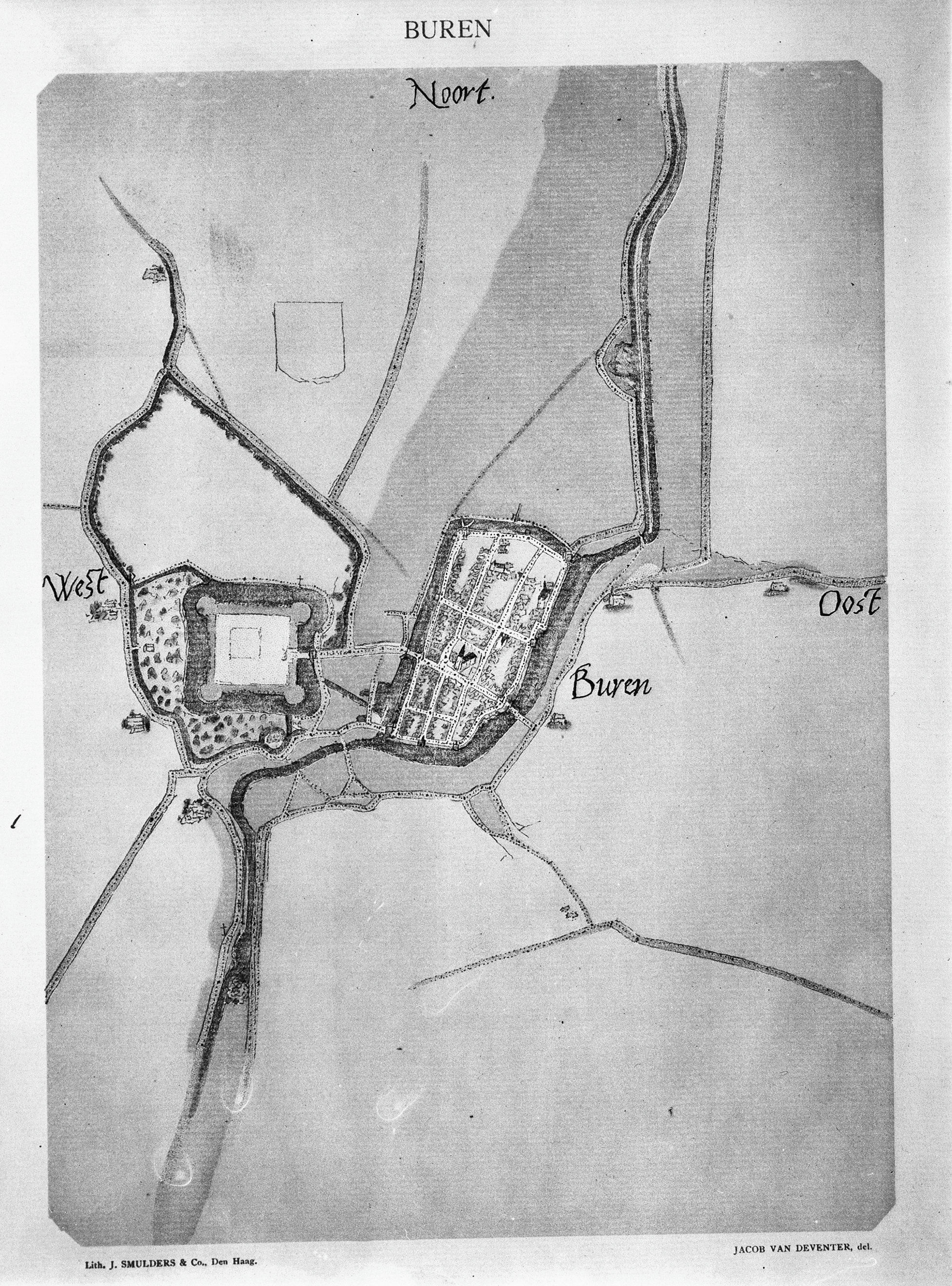
Vue de la taille du château par rapport à la ville sur un plan du XVe siècle par Jacob van Deventer.
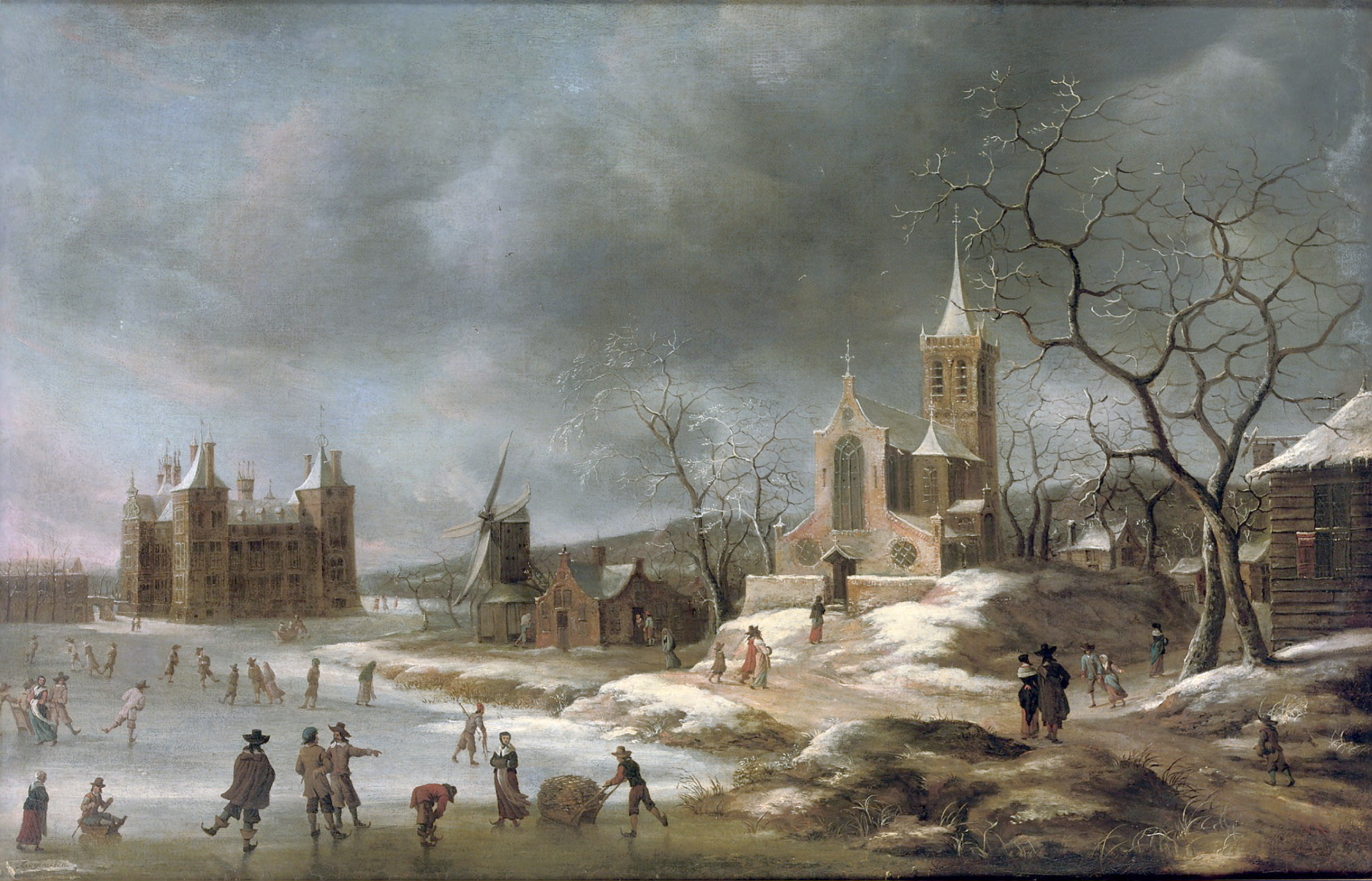
Une peinture montrant le château au XVIIe siècle par Jan Abrahamsz Beerstraaten.
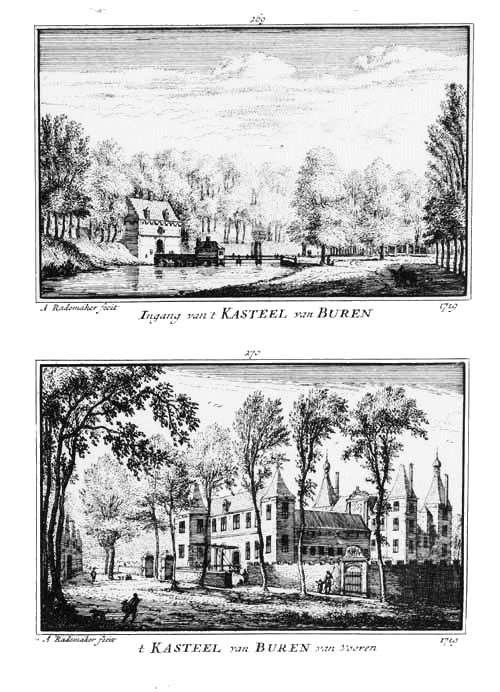
En haut l'entrée du domaine vers 1719, le dernier vestige à être démoli en 1883 ; en bas le château vers 1728-1735 ; par Abraham Rademaker.
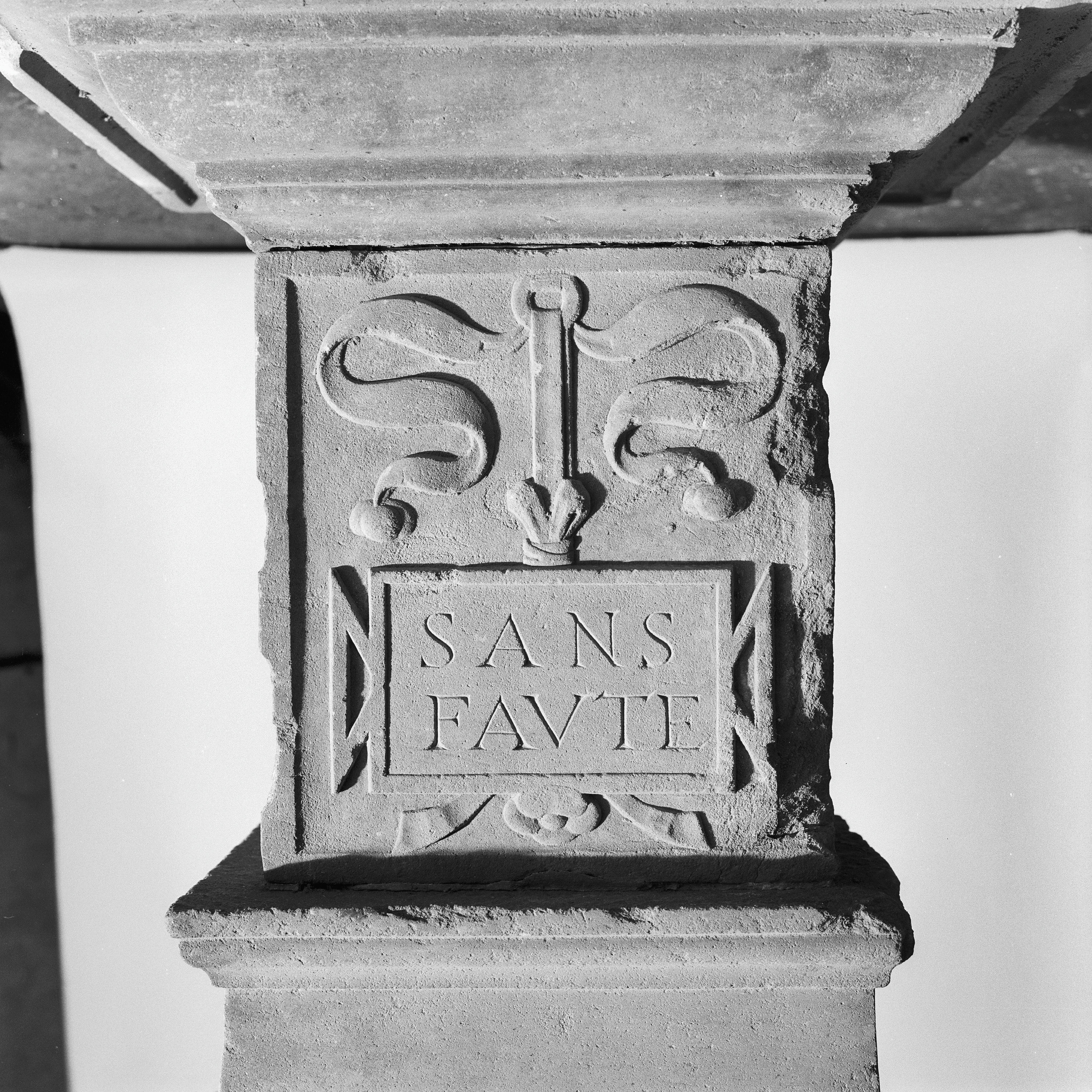
Un vestige retrouvé sur l'emplacement du château (suivre le lien vers Wikimédia Commons pour en découvrir plus).
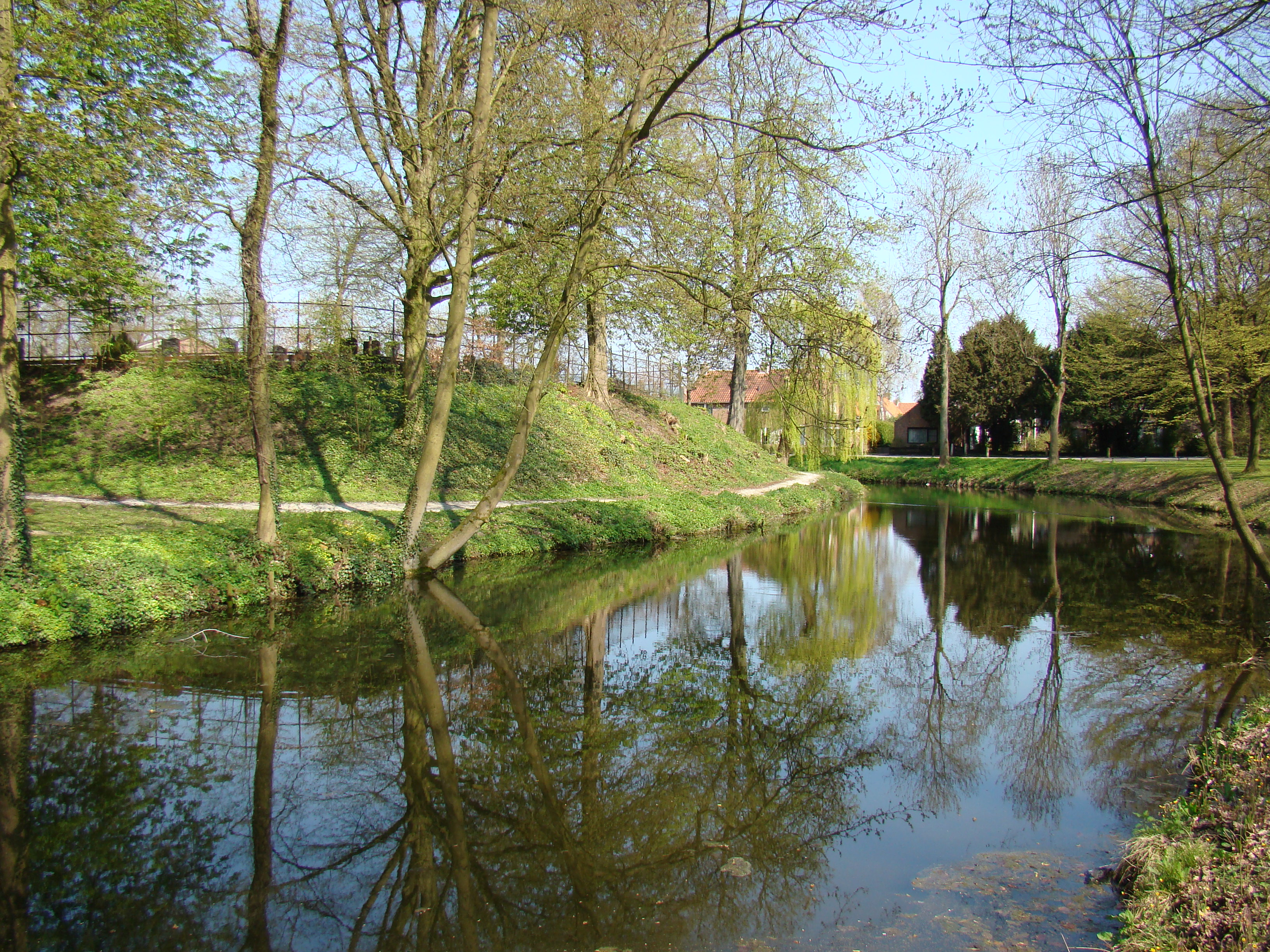
Le canal qui entourait le château avec le cimetière.
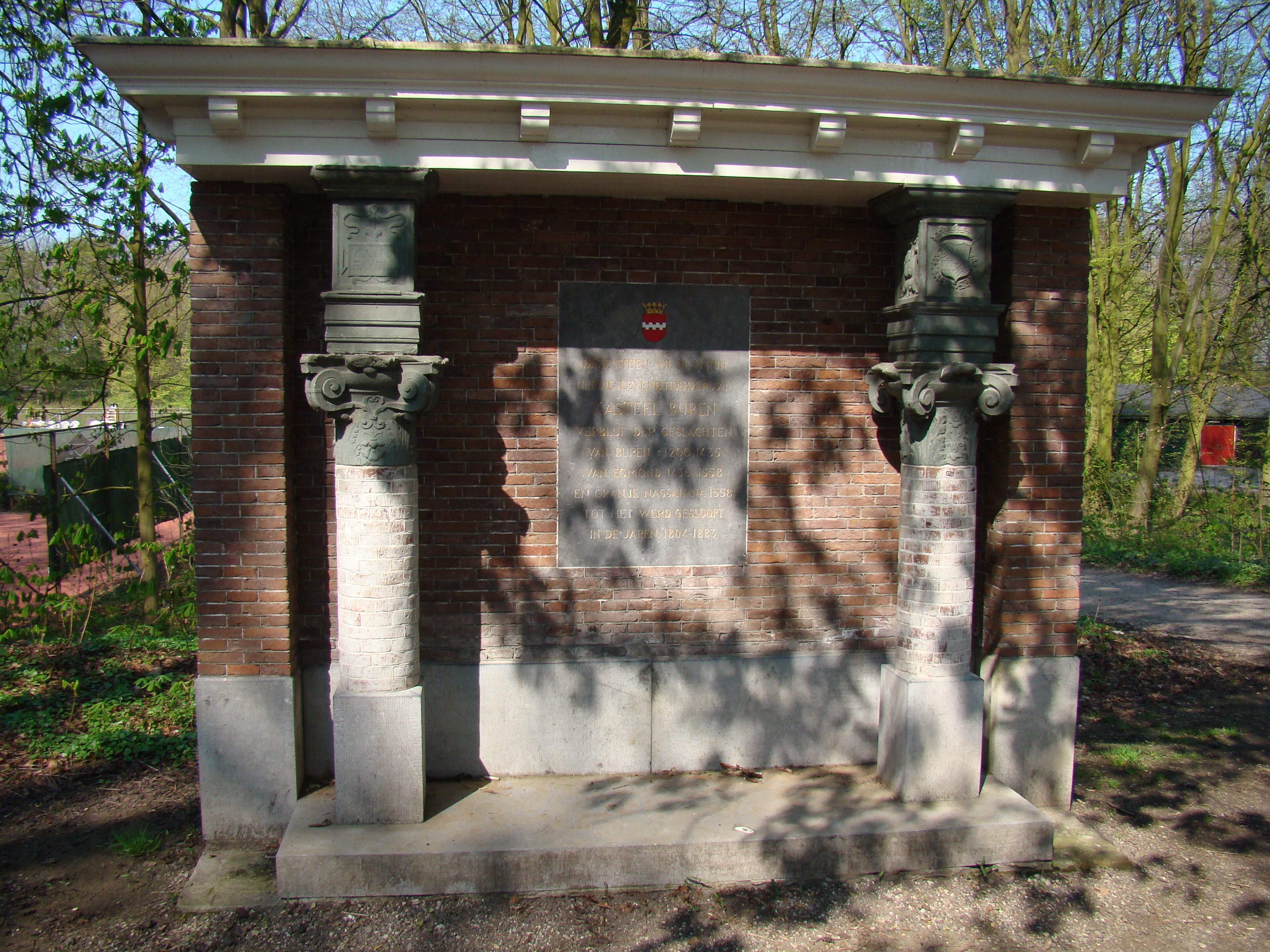
Le monument qui commémore la présence de l'ancien château.
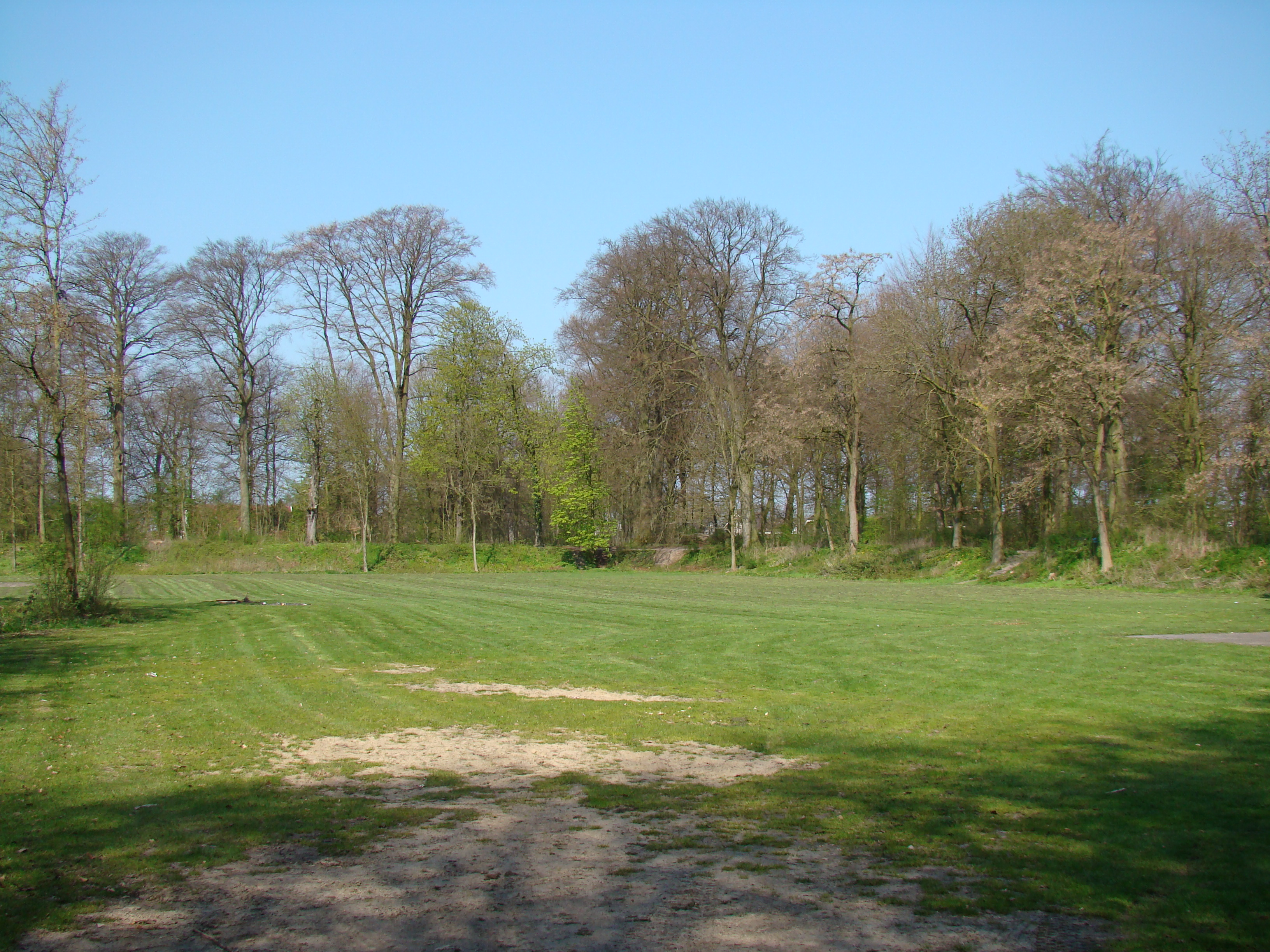
Le parc qui a remplacé le château.
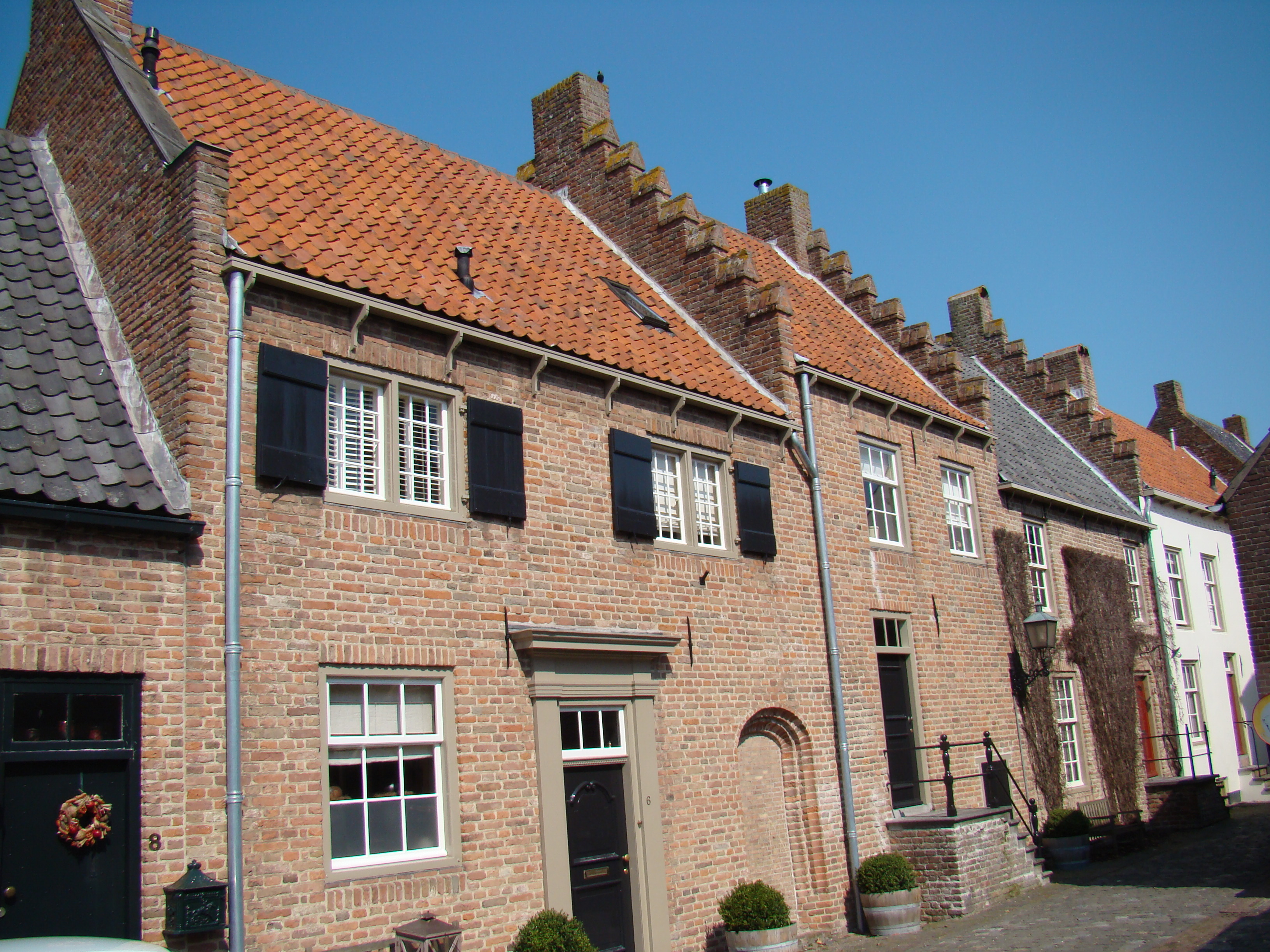
Ensemble de maisons Kasteelhuizen.